# 溜冰鞋

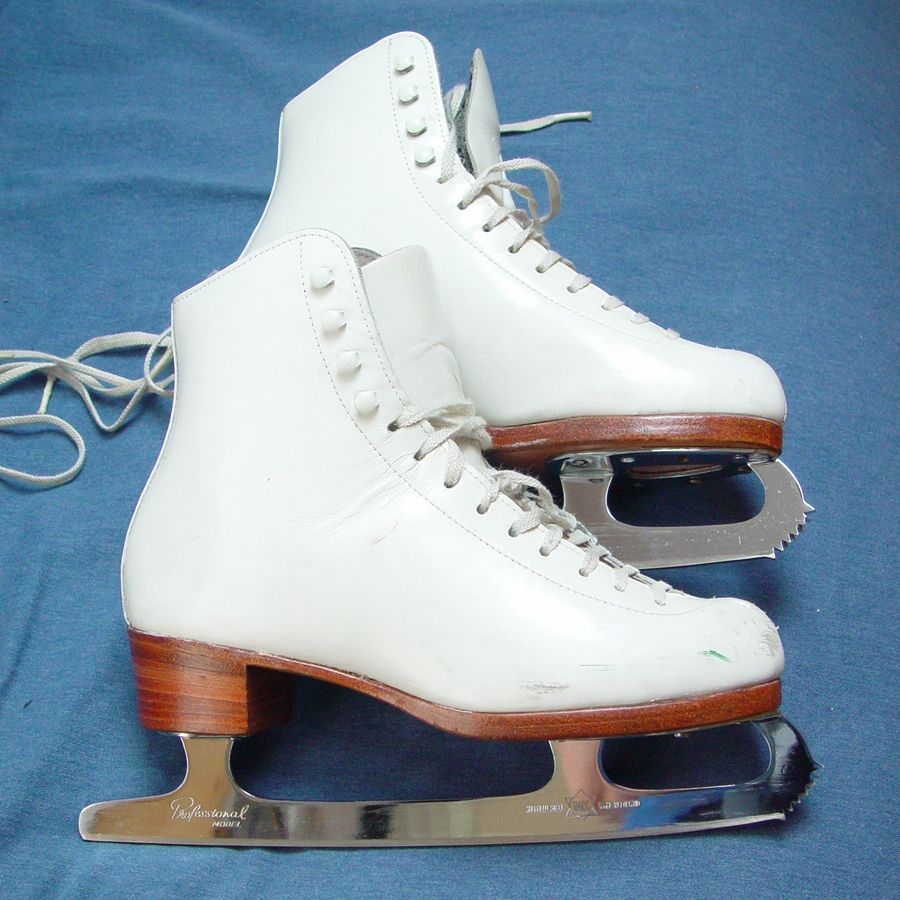
一雙溜冰鞋

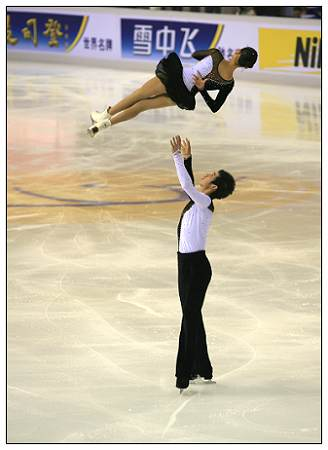
穿着溜冰鞋的參賽者

溜冰鞋，也稱為滑冰鞋（英文：Ice skate），
利用減少摩擦力的原理來滑冰，通常設計都是鞋底加一塊薄刃刀片，令鞋子非常容易在冰面上前後移動。
最早的溜冰鞋由馬、牛或鹿的腿骨製成，並用皮帶固定在腳上。這些溜冰鞋需要一根帶有鋒利金屬尖刺的桿子，用於推動溜冰者向前，這與現代刀刃溜冰鞋不同。
現代溜冰鞋有許多不同的品種，根據滑冰活動所需的性質進行選擇。 它們在全球的溜冰場或冰凍的水體中休閒穿著，並在許多運動中用作鞋類，包括花樣滑冰、冰球、速度滑冰和巡迴滑冰等。溜冰鞋的鞋底配有刀片，故此在穿著及使用時需要注意危險性，避免發生割傷等意外。

## 歷史
根據牛津大學的 Federico Formenti 和米蘭大學的 Alberto Minetti 所做的一項研究，大約5000年前，芬蘭人率先用動物骨骼開發了溜冰鞋。這對於芬蘭人在芬蘭湖區狩獵時在嚴寒的冬季條件下節約能源非常重要。芬蘭人發明溜冰鞋也很重要，因為芬蘭有大約187,888個湖泊。在過去，村莊被湖泊分隔開來，在湖泊之間穿行，芬蘭人有兩種選擇，一是繞湖而行，二是在光滑的湖面上找到一條路。已知最早使用金屬刀片的溜冰鞋是在芬諾斯堪底亞發現的，其歷史可追溯至公元200年，並配有一條折疊的薄銅帶，並附在皮鞋的底面上。

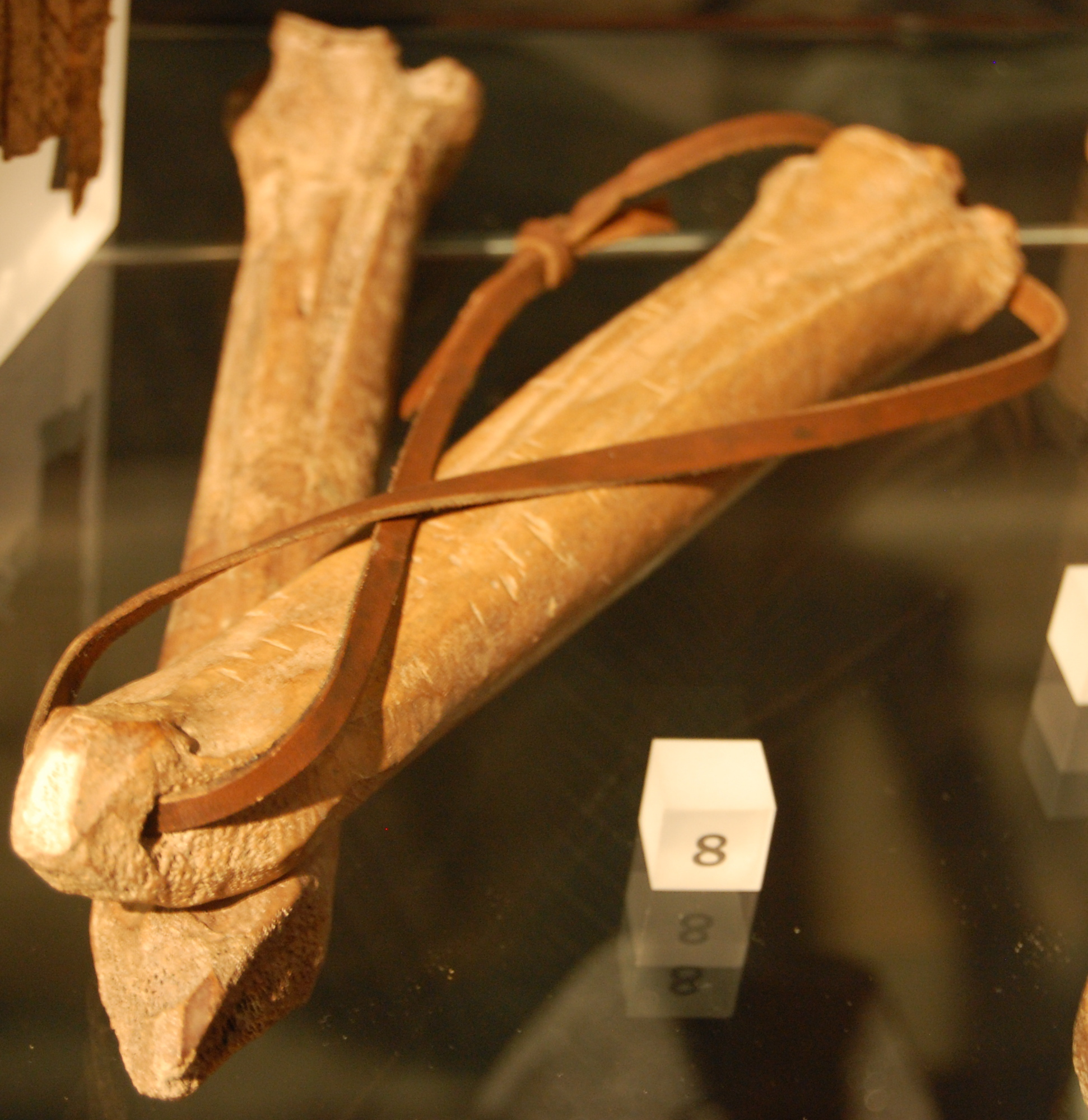
骨冰鞋

威廉·菲茨斯蒂芬（William Fitzstephen）寫於12世紀，描述了在倫敦使用骨冰鞋的情況。 以下似乎是拉丁語的早期現代英語翻譯：
When the great fenne or moore (which watereth the walles of the citie on the North side) is frozen, many young men play upon the ice, some striding as wide as they may, doe slide swiftly... some tye bones to their feete, and under their heeles, and shoving themselves by a little picked staffe, doe slide as swiftly as birde flyeth in the aire, or an arrow out of a crossbow. 

## 溜冰鞋的種類
溜冰鞋有五種主要類型：花樣溜冰鞋、冰球溜冰鞋、班迪球溜冰鞋、競速溜冰鞋和巡迴溜冰鞋。

### 花樣滑冰鞋

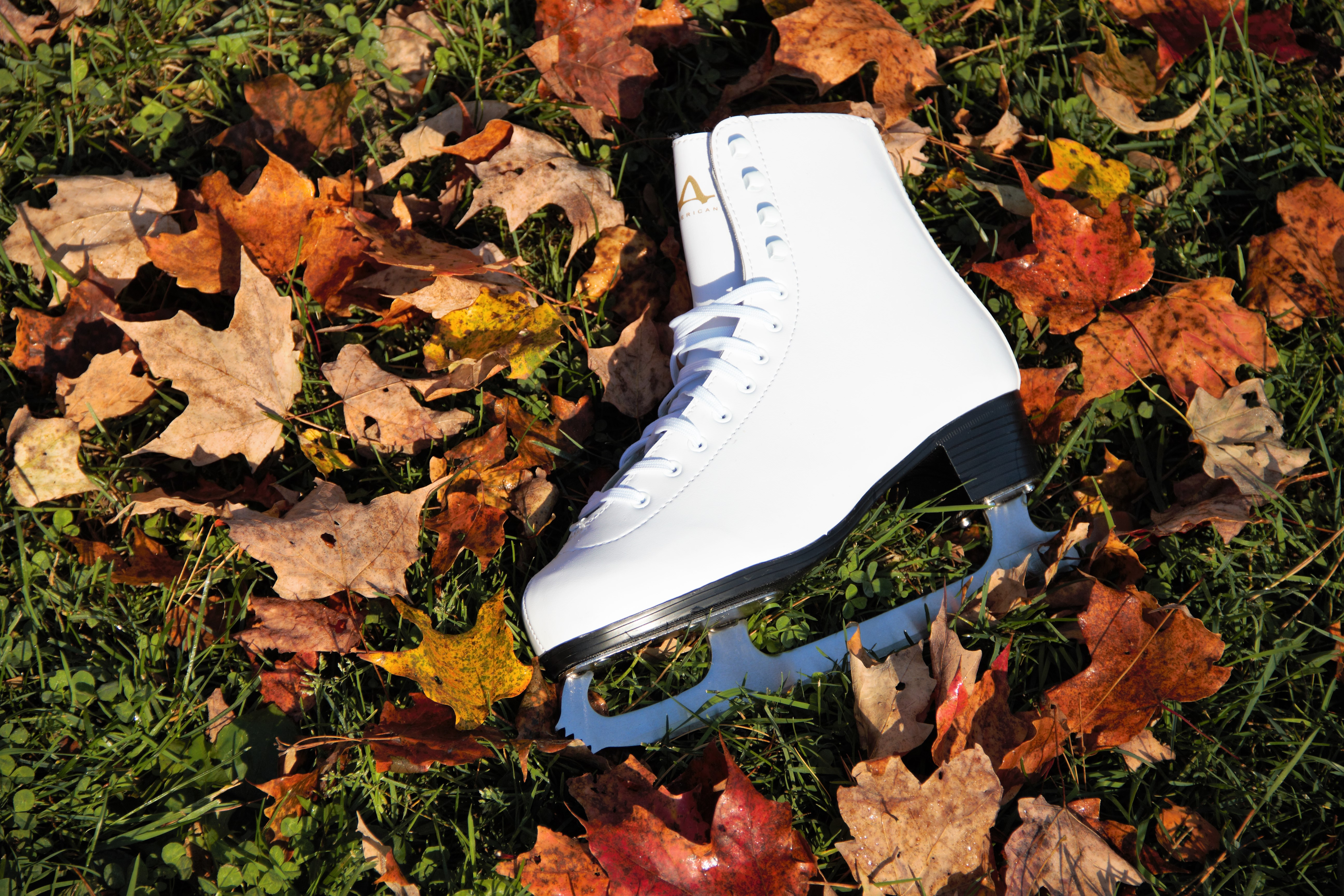
花樣溜冰鞋

花樣滑冰鞋用於花樣滑冰運動。與曲棍球溜冰鞋不同，它們在刀片的前部有腳趾尖，通常由不銹鋼或鋁製成，帶有鋼製滑道。腳趾鎬有多種用途，但最常用於花樣滑冰中的某些跳躍，例如勾手跳和後外點冰跳，或開始後旋。花樣滑冰靴通常由幾層皮革製成，皮革非常堅硬以提供腳踝支撐。此外，花樣滑冰的刀刃是彎曲的，可以對平衡和重量分佈進行細微調整。
花樣滑冰刀的底部略微凹入，或「空心地面」。貫穿刀片長度的空心形成了兩個與冰接觸的邊緣。刀片的前部，腳趾耙是鋸齒狀的，用於腳趾上的跳躍和旋轉。

### 冰球溜冰鞋

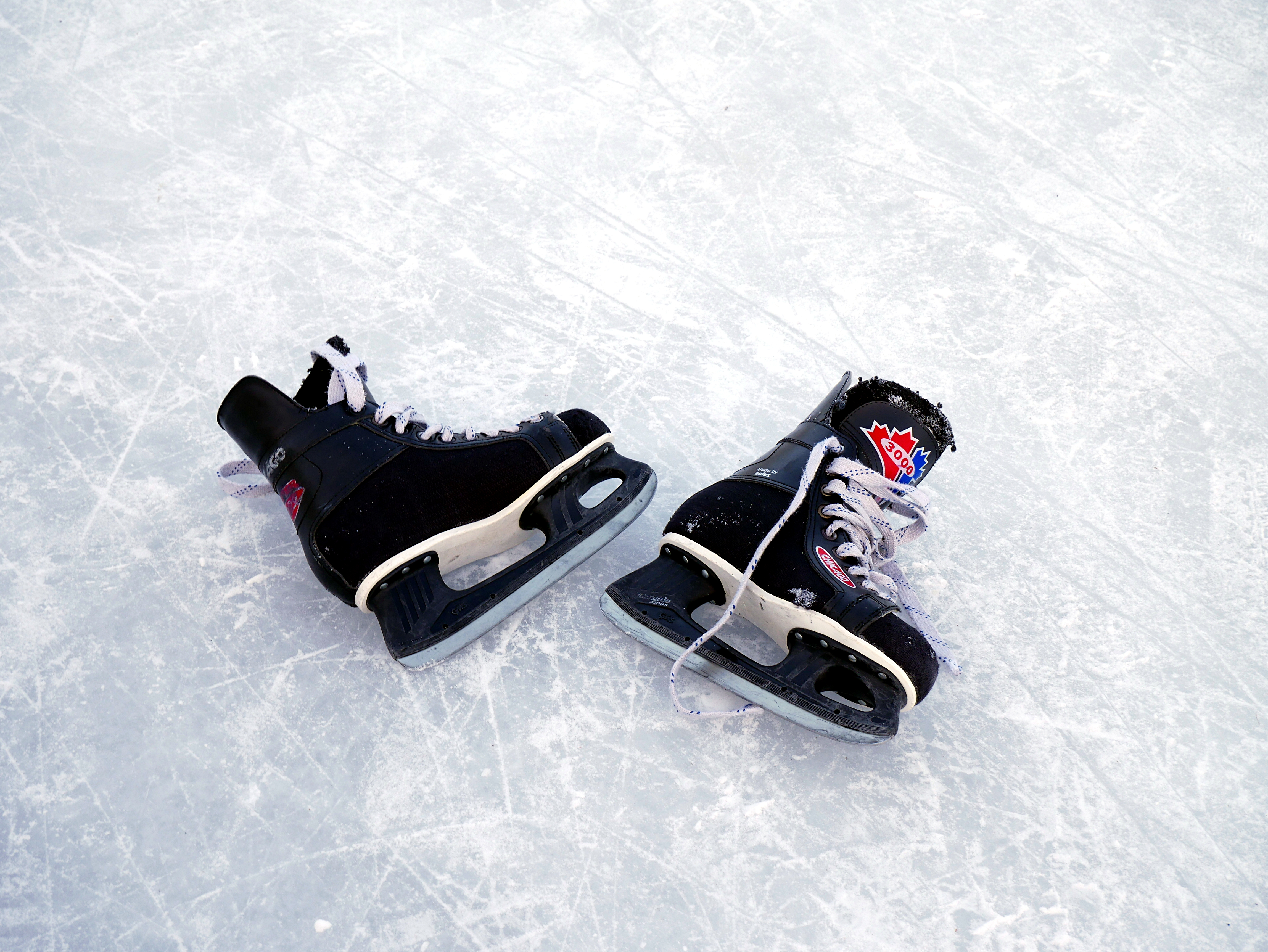
冰球溜冰鞋

冰球溜冰鞋用於玩冰球和冰球比賽，但偶爾也僅用於休閒滑冰。每個單獨的溜冰鞋都由靴子、鞋帶、刀片和刀片架組成。靴子通常由模壓塑料、皮革（通常是合成材料）、彈道尼龍或熱成型複合材料製成。每個冰鞋刀片都有兩個邊緣。競技冰球和冰球比賽中使用的溜冰鞋很少使用模壓塑料作為鞋幫，因為這會導致活動受限。

### 冰球守門員溜冰鞋

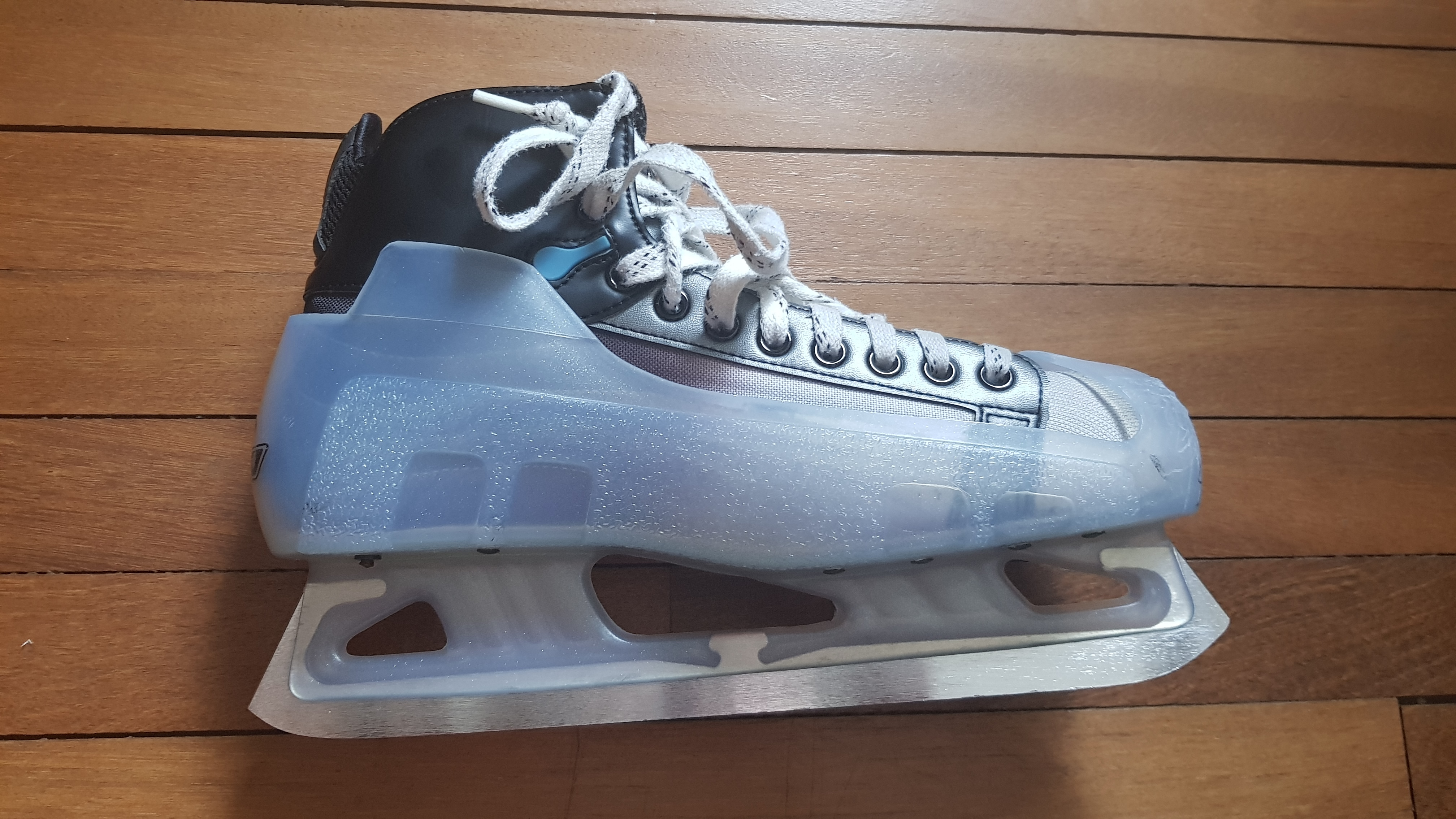
冰球守門員溜冰鞋

守門員使用的溜冰鞋比普通的溜冰球在腳踝處剪得更低，並且靴子更靠近冰面以降低重心。靴子本身被包裹在硬化塑料中，稱為“整流罩”，保護腳趾、腳踝和腳跟免受冰球的力量。刀片通常較長且搖桿較少（刀片的曲率），以使守門員更容易在摺痕中左右移動。守門員溜冰鞋缺乏肌腱後衛。 與常規冰球冰鞋不同，守門員溜冰鞋通常由覆蓋溜冰鞋腳趾部分的合成材料保護。這是為了防止被冰球損壞。守門員冰鞋的刀刃在轉彎時不如普通冰球鞋有用，因為刀刃的搖擺較少，因此轉彎時稍微不方便。歷史上用於製作守門員溜冰鞋靴子的材料是一種比普通曲棍球靴更硬的合成材料。

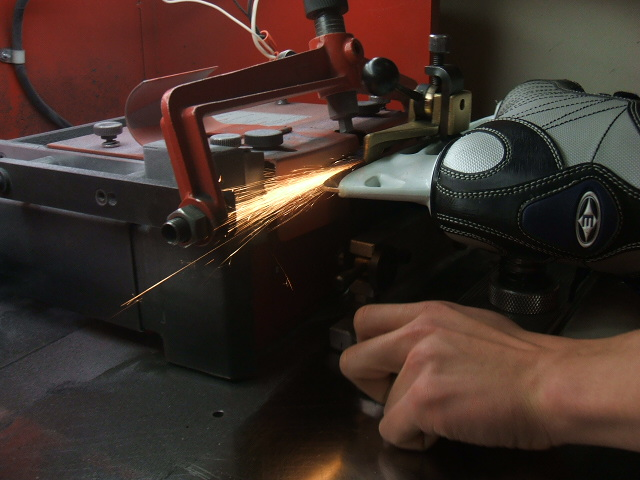
正被磨刀的溜冰鞋

磨冰球溜冰鞋的刀片是球員滑冰能力的關鍵因素，球員在整個職業生涯中會磨刀數百次。與花樣滑冰鞋類似，刀片的橫截面是空心地面，形成兩個接觸並切入冰的邊緣，從而提高了機動性。刀片用圓邊砂輪磨銳，形成兩個邊緣。輪子沿著刀片下側的長度磨出一個空心的半圓形，在每一側形成鋒利的邊緣。溜冰鞋刀片的鋒利度是通過使用的圓邊砂輪的厚度來衡量的，半徑越小，刃口越鋒利。玩家選擇的銳度完全取決於偏好，而不是玩家的體型或比賽水平。 雖然半英寸（13 毫米）半徑的空心是大多數球員最常見和標準的磨刀，但守門員的標準空心半徑是四分之三英寸（19 毫米）。

### 班迪球溜冰鞋

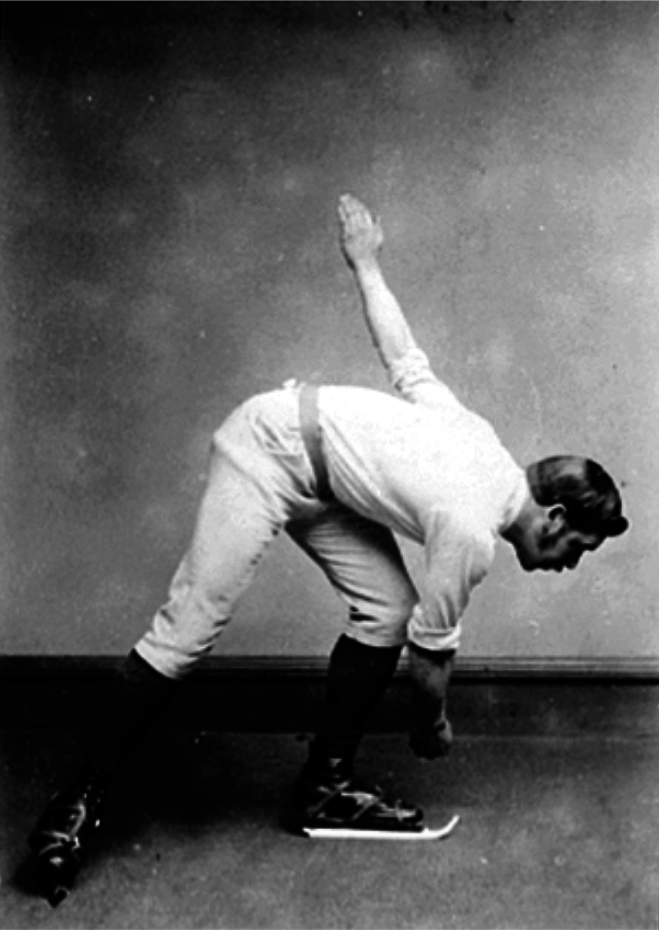
1889年，查爾斯·古德曼·特布特（Charles Goodman Tebbutt）做出速滑姿勢。他發表了第一套關於班迪的規則

班迪球溜冰鞋用於進行班迪、溜冰場班迪（班迪變體）和班迪球等運動。靴子通常由皮革（通常是合成材料）製成，通常不包括肌腱保護裝置。班迪球溜冰鞋的靴子樣式低於冰球版本，通常不會覆蓋腳踝。帶狀溜冰鞋的設計目的是防止它們由於其長而相對鋒利的角度刀片而對對手造成傷害。刀刃通常比曲棍球溜冰鞋長一英寸，允許在大型帶狀場地（也稱為“帶狀溜冰場” ）上實現更高的速度。俄羅斯的帶狀溜冰鞋有更長的刀片和非常低幫的鞋。
與冰球溜冰鞋上的刀刃不同，帶狀刀片的刃磨方式不同，與冰面接觸的帶狀刀片底部更平坦，通常不包括空洞。冰球溜冰鞋的刀片以產生與冰接觸的兩個側邊的方式磨尖。結果，相比之下，急轉彎是可以使用冰球溜冰鞋的設計實現的機動，在帶狀溜冰鞋上是無法實現的。雖然現代冰球溜冰鞋的設計允許更銳利和更快的機動性，但現代班迪球溜冰鞋允許以更高的速度覆蓋更遠的距離。

### 競速溜冰鞋

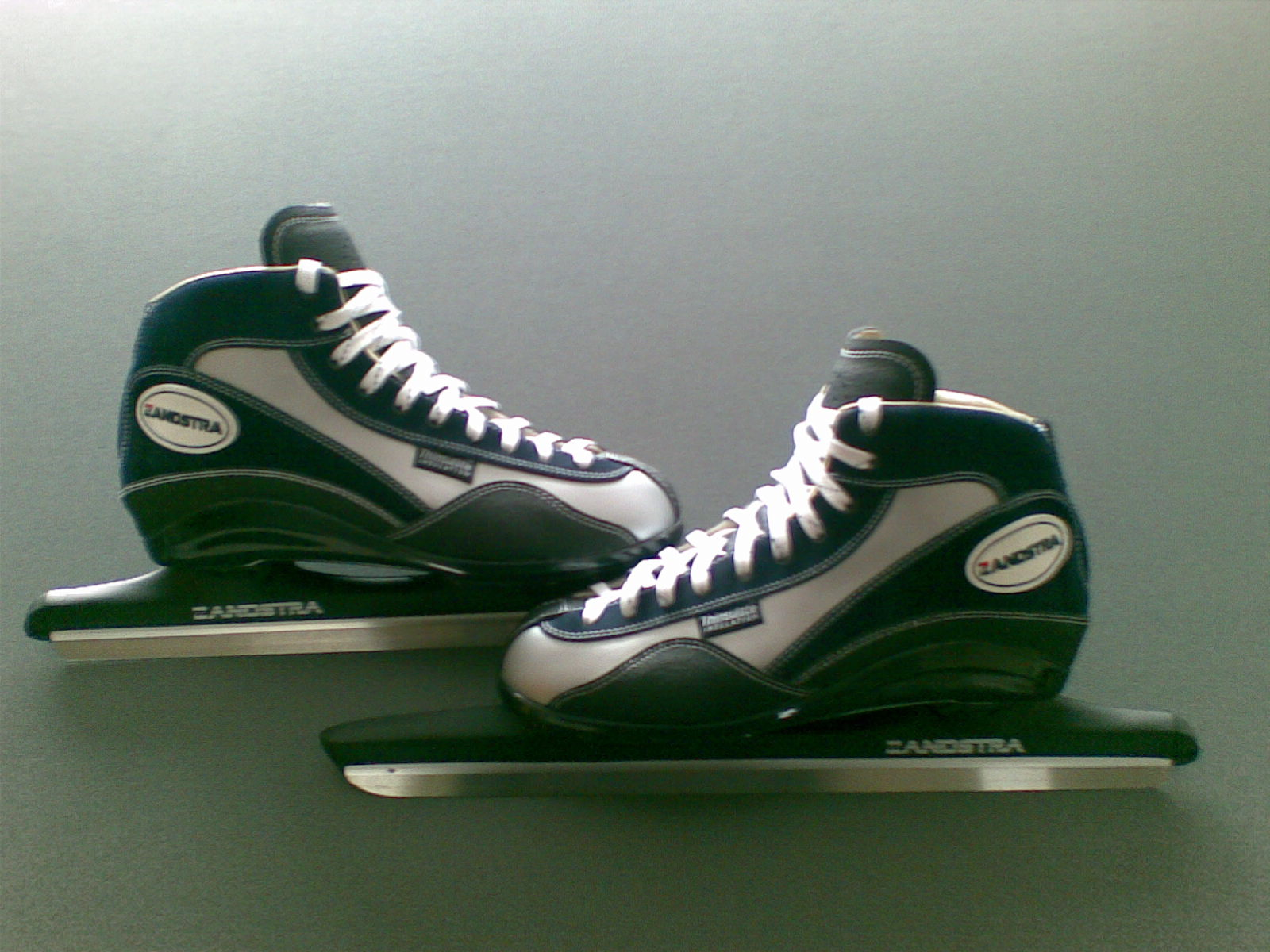
現代“舒適”速滑鞋

競速溜冰鞋，也稱為速滑鞋，刀片較長，用於速度滑冰。拍板溜冰鞋是另外一種溜冰鞋，其中鞋使用鉸鏈連接到刀片上。短道競賽溜冰鞋的刀刃總高度較長，可以在不接觸冰面的情況下進行深刃轉彎。為了獲得更好的轉彎能力，賽車溜冰鞋的半徑可能從短道的8米（26英尺）到長道的22米（72 英尺）。競速溜冰鞋的底部完全平坦，沒有空心，只有一個有兩個邊緣的方形底部。這通過不切入冰來改善滑行時間。